# Arbaz
Arbaz – miejscowość i gmina (commune) w południowej Szwajcarii, w kantonie Valais, w okręgu (district) Sion. Graniczy z gminami Grimisuat i Ayent.
Gmina została utworzona w 1185 roku jako Alba. W 1338 została wspomniana jako Arba.

## Demografia
W Arbaz mieszkają 1382 osoby. W 2021 roku 14,8% populacji gminy stanowiły osoby urodzone poza Szwajcarią.

W 2000 roku 90,9% populacji mówiło w języku francuskim, 5% w języku niemieckim, 1,6% w języku portugalskim, a jedna osoba w języku włoskim.